# Belledune
Belledune est un village canadien situé à la fois dans le comté de Restigouche et dans le comté de Gloucester, au nord du Nouveau-Brunswick.

## Toponyme
Le village est nommé ainsi d'après sa position sur la pointe du même nom. Les Micmacs appelaient l'endroit Meskeeseegeach ou Edelwisooltedichulnook, ce qui signifie endroit où les amérindiens cueillent des canneberges. Le nom actuel figure pour la première fois en 1739 sur un titre de propriété, sous l'orthographe Grand Belle Doune. L'endroit s'appelait Belle Down en 1799 et à nouveau Belledune en 1878. Le bureau de poste porte le nom Turgeon de 1906 à 1907, en l'honneur du sénateur Onésiphore Turgeon.

## Géographie

### Situation
Belledune est situé à mi-chemin entre Campbellton et Bathurst, à cheval entre la comté de Gloucester et le comté de Restigouche; il est incluS uniquement dans ce dernier à des fins de recensement. Le village a une superficie de 189,03 km2.
Belledune s'étend sur la rive sud de la baie des Chaleurs. Le village est limitrophe de Pointe-Verte au sud-est, de la paroisse de Beresford au sud et de Durham à l'ouest.
Belledune est généralement considérée comme faisant partie de l'Acadie.

### Hydrographie
Le principal cours d'eau est la rivière Jacquet, qui se déverse dans la baie des Chaleurs à l'extrémité ouest du territoire.

### Climat
Une station météorologique est située à Belledune. Le village bénéficie d'un climat continental humide. Le mois le plus chaud a une température moyenne de 18,5 °C et le plus froid une température de −11,3 °C. Le village reçoit 1 000 mm de précipitations annuellement dont 300 cm de neige. La journée la plus chaude fut le 5 juillet 1983, avec 37 °C et la plus froide fut le 22 janvier 1984, avec −36 °C. La journée ayant eu le plus de précipitations fut le 22 juillet 1982, avec 82,2 mm de pluie. Le 24 mars 1972 a le record de neige, avec 45,7 centimètres, alors que la plus importante accumulation a eu lieu le 16 janvier 1981, avec 83 cm. Le vent le plus fort, 80 kilomètres à l'heure, a soufflé le 2 mai 1974.
| Mois                              | jan.  | fév.  | mars | avril | mai  | juin | jui. | août | sep. | oct. | nov. | déc.  | année |
| --------------------------------- | ----- | ----- | ---- | ----- | ---- | ---- | ---- | ---- | ---- | ---- | ---- | ----- | ----- |
| Température minimale moyenne (°C) | −15,8 | −14,3 | −8,7 | −2    | 3,7  | 9,6  | 13,2 | 12,4 | 7,6  | 2    | −3,1 | −11,7 | −0,6  |
| Température moyenne (°C)          | −11,3 | −9,6  | −4,3 | 1,8   | 8,7  | 14,8 | 18,5 | 17,3 | 12,3 | 6,2  | 0,2  | −7,7  | 3,9   |
| Température maximale moyenne (°C) | −6,8  | −4,9  | 0    | 5,7   | 13,7 | 20   | 23,7 | 22,2 | 17   | 10,4 | 3,4  | −3,6  | 8,4   |
| Précipitations (mm)               | 76,7  | 60,8  | 80,5 | 75,3  | 82,4 | 81,2 | 96,3 | 84,2 | 68,7 | 78,1 | 82,4 | 103,3 | 970   |
| dont pluie (mm)                   | 12    | 11    | 26,4 | 52,1  | 81,7 | 81,2 | 96,3 | 84,2 | 68,7 | 77,6 | 59,2 | 34,2  | 684,6 |
| dont neige (cm)                   | 64,7  | 49,8  | 54,1 | 23,2  | 0,7  | 0    | 0    | 0    | 0    | 0,5  | 23,2 | 69    | 285,2 |

### Villages et hameaux
Durham-Centre, Armstrong Brook.

### Logement
(septembre 2024).
Le village comptait 863 logements privés en 2006, dont 770 occupés par des résidents habituels. Parmi ces logements, 90,9 % sont individuels, 1,3 % sont jumelés, 0,0 % sont en rangée et 1,3 % sont des appartements ou duplex, alors que 0,0 % ne font plus de cinq étages de haut. Enfin, 1,3 % des logements entrent dans la catégorie autres, tels que les maisons-mobiles. 84,4 % des logements sont possédés alors que 15,6 % sont loués. 77,3 % ont été construits avant 1986 et 11,0 % ont besoin de réparations majeures. Les logements comptent en moyenne 6,7 pièces et 0,0 % des logements comptent plus d'une personne habitant par pièce. Les logements possédés ont une valeur moyenne de 73 318 $, comparativement à 119 549 $ pour la province.

## Histoire

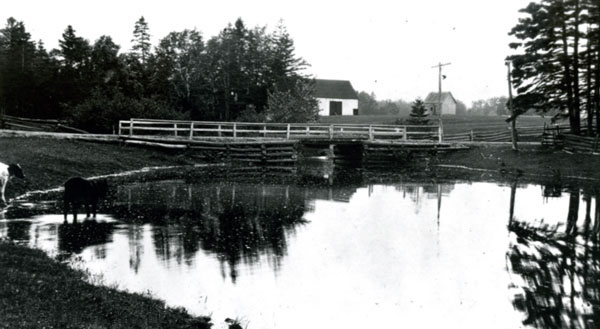
Un pont au ruisseau Hendry vers 1920.

Belledune est situé dans le territoire historique des Micmacs, plus précisément dans le district de Gespegeoag, qui comprend le littoral de la baie des Chaleurs. Ce territoire était revendiqué d'abord par les Iroquois et ensuite seulement par les Mohawks. Des artéfacts micmacs ont été découverts à l'embouchure de la rivière Jacquet, indiquant la présence d'un camp.
La seigneurie de Népisiguit est concédée en 19 mars 1691 au sieur Jean Gobin, un marchand de Québec; elle avait un territoire long de 12 lieues et profond de 10 lieues, à partir du littoral de la baie et probablement centré sur la rivière Népisiguit ce qui, selon William Francis Ganong, inclut l'est de Belledune. Gobin donne la seigneurie à Richard Denys de Fronsac. La seigneurie, par l'héritage à sa femme, tombe aux mains de Rey-Gaillard, qui la possédait en 1753. Cooney parle d'une concession à un certain Enaud, qui est vraisemblablement Philippe Hesnault, seigneur de Pokemouche et peut-être agent de Gobin. Les marais à l'embouchure de la rivière Jacquet portent des traces de ce qui pourrait être des digues et des aboiteaux construits par des Acadiens avant la Déportation, en 1755, ou tout simplement des formations naturelles.
Jacquet River est fondé en 1790 par James Doyle, un soldat britannique démobilisé, rejoint par des colons écossais.
Belledune est fondé en 1799 par François Guitard. Né à Saint-Antoine[Lequel ?] en France commença sa carrière militaire en 1793 à l'âge de 19 ans et servit à Marengo et Lodi avant d'aller à la campagne d'Égypte. À son arrivée, il commença à faire de l'agriculture et de la pêche. Des Acadiens s'établissent à la rivière Louison en 1811.
En 1825, les Grands feux de la Miramichi touchent l'extrémité sud-est de Belledune. Toutefois, de nombreux Irlandais de Miramichi s'installent à Little Belledune la même année, avant de coloniser Jacquet River; ils sont joints par des Irlandais de Tipperary,,. La première église est construite en 1830. Des Écossais de l'Ayrshire fondent Belledune à proprement parler en 1832, sous la supervision de Hugh Chalmers; ils fondent ensuite Belledune River.
Un nombre important d'immigrants arrivent d'Angleterre, d'Écosse, d'Irlande et de France durant les deux décennies suivantes. La localité d'Anderson Settlement est fondée en 1840 par l'Écossais John Anderson, originaire de Dumbarton. Archibald Settlement est fondé vers la même année grâce à l'expansion des localités côtières. Quatre écoles à classe unique ouvrent leurs portes vers 1850. Un premier bureau de poste est fondé en 1845. La pêche, l'agriculture et l'exploitation forestière forment alors la base de l'économie. Les hameaux de Mitchell Settlement et de Sunnyside sont fondés respectivement en 1876 et quelque part avant 1879 grâce à la Free Grants Act (Loi sur les concessions gratuites) et colonisé par des gens du reste de la localité,. La paroisse catholique est fondée en 1881. En 1904, Belledune compte quatre magasins, un hôtel et deux églises. La nouvelle église et sa cloche sont bénites le 4 juillet 1926.
Le Collège Don Bosco est fondé en 1947. Le couvent des Ursulines est fondé en 1956. La fonderie Noranda, aujourd'hui Xstrata, est construite en 1966. L'école de Jacquet River est inaugurée en 1967. Le port de Belledune est construit en 1968. Plusieurs installations sont construites par la suite, dont une centrale thermique, des usines d'engrais et traitement du gypse et une scierie.
Belledune est constitué en municipalité en 1968. Le 1er janvier 1994, le village de Belledune fusionne avec le village de Jacquet River et des DSL environnants, mais conserve son nom. Lors de la réforme municipale du 1er janvier 2023, la municipalité conserve ses limites.

### Bennett Environnemental
Un projet de construction d'une usine de traitement de déchets toxiques proposé par la société Bennett Environmental suscite l'opposition de certains résidents de la région depuis 2003[réf. nécessaire].

## Démographie
(juillet 2016).
Le village comptait 1711 habitants en 2006, soit une baisse de 11,0 % en 5 ans. Il y avait alors en tout 770 ménages dont 545 familles. Les ménages comptaient en moyenne 2,2 personnes tandis que les familles comptaient en moyenne 2,6 personnes. Les ménages étaient composés de couples avec enfants dans 24,0 % des cas, de couples sans enfants dans 31,2 % des cas et de personnes seules dans 28,6 % des cas alors que 16,9 % des ménages entraient dans la catégorie autres (familles monoparentales, colocataires, etc.). 65,1 % des familles comptaient un couple marié, 14,7 % comptaient un couple en union libre et 18,3 % étaient monoparentale. Dans ces dernières, une femme était le parent dans 75,0 % des cas. L'âge médian était de 47,6 ans, comparativement à 41,5 ans pour la province. 86,0 % de la population était âgée de plus de 15 ans, comparativement à 83,8 % pour la province. Les femmes représentaient 51,0 % de la population, comparativement à 51,3 % pour la province. Chez les plus de 15 ans, 31,6 % étaient célibataires, 48,3 % étaient mariés, 3,7 % étaient séparés, 6,1 % étaient divorcés et 9,9 % étaient veufs. De plus, 9,5 % vivaient en union libre.
| 1981 | 1986 | 1991  | 1996  | 2001  | 2006  | 2011  | 2016  |
| ---- | ---- | ----- | ----- | ----- | ----- | ----- | ----- |
| 678  | 829  | 2 087 | 2 060 | 1 923 | 1 711 | 1 548 | 1 417 |

| 2021  | - | - | - | - | - | - | - |
| ----- | - | - | - | - | - | - | - |
| 1 325 | - | - | - | - | - | - | - |

| Évolution des langues maternelles (en %) | Légende                                                         |
| ---------------------------------------- | --------------------------------------------------------------- |
|                                          | - Anglais - Français - Anglais et français - Autre(s) langue(s) |
| Sources, :                               |                                                                 |

## Administration
(juillet 2016).

### Conseil municipal
Le conseil municipal est formé d'un maire, de deux conseillers généraux et de trois conseillers de quartier. Le village est en effet divisé en trois quartiers à des fins administratives.
Le conseil précédent est formé à la suite de l'élection du 12 mai 2008. Le conseil municipal précédent est élu lors de l'élection quadriennale du 14 mai 2012. Un second dépouillement a lieu mais le conseiller Gary J. Mazerolle conserve son poste par une majorité de quatre voix. Le conseil municipal actuel est élu lors de l'élection quadriennale du 10 mai 2016.
Conseil municipal actuel
| Mandat      | Fonctions               | Nom(s)                           |
| ----------- | ----------------------- | -------------------------------- |
| 2012 - 2016 | Maire                   | Ron Bourque                      |
| 2012 - 2016 | Conseillers généraux    | Jerry Guitard, Gary J. Mazerolle |
| 2012 - 2016 | Conseillers de quartier |                                  |
| 2012 - 2016 | #1                      | Heather Frenette                 |
| 2012 - 2016 | #2                      | Mario Alexander Lapointe         |
| 2012 - 2016 | #3                      | Tracy D. Culligan                |

Anciens conseils municipaux
| Mandat      | Fonctions               | Nom(s)                               |
| ----------- | ----------------------- | ------------------------------------ |
| 2008 - 2012 | Maire                   | Nick Duivenvoorden                   |
| 2008 - 2012 | Conseillers de quartier |                                      |
| 2008 - 2012 | #1                      | Paul J. Daley, Élaine Lévesque-Godin |
| 2008 - 2012 | #2                      | Mario Alexander Lapointe             |
| 2008 - 2012 | #3                      | Mary Emma Flanagan, Jerry G. Guitard |

|  | Indépendant | 1969 - 1977     | Delphis Hickey,    |
|  | Indépendant | 1977 - 19??     | J. Arnold Talbot   |
|  | Indépendant | 1989 - 2001     | Andy Flanagan      |
|  | Indépendant | 2001 - 2004     | Joseph R. Noël     |
|  | Indépendant | 2004 - 2012     | Nick Duivenvoorden |
|  | Indépendant | 2012 - en cours | Ron Bourque        |

|  | Indépendant | 1969-197? | Ralph E. Flanagan  |
|  | Indépendant | 1974-19?? | Gordon Carmichael, |

### Représentation
Belledune est membre de l'Union des municipalités du Nouveau-Brunswick.
 Nouveau-Brunswick: Belledune fait partie de la circonscription de Nigadoo-Chaleur, qui est représentée à l'Assemblée législative du Nouveau-Brunswick par Roland Haché, du parti libéral. Il fut élu en 1999 et réélu depuis.
 Canada: Belledune fait partie de la circonscription électorale fédérale de Miramichi, qui est représentée à la Chambre des communes du Canada par Tilly O'Neill-Gordon, du Parti conservateur. Elle fut élue lors de la 40e élection fédérale, en 2008.

## Économie
L'agriculture, la pêche et l'exploitation forestière constituent la base de l'économie traditionnelle de la région, à laquelle s'ajoutent aujourd'hui le tourisme, les services, les transports et l'industrie lourde. Le village possède en effet plusieurs usines, un port en eau profonde et une centrale thermique ayant une capacité de 450 MW. Les usines produisent ou transforment le plomb, l'acide sulfurique, l'argent, l'or, le gypse et l'engrais. L'économie est en fait favorisée par la présence, depuis les années 1990, de plusieurs mines dans la localité limitrophe de Chaleur. Entreprise Restigouche a la responsabilité du développement économique. Le développement de l'énergie éolienne ainsi que les technologies et services connexes est souhaité dans la région.

## Vivre à Belledune

### Éducation
Belledune compte deux écoles publiques anglophones faisant partie du district scolaire #15. L'école Belledune accueille les élèves de la maternelle à la 5e année alors que l'école Jaquet River offre les cours de la maternelle à la 8e année.
Belledune fait partie du sous-district 3 du district scolaire Francophone Nord-Est. L'école élémentaire la plus proches est à Pointe-Verte tandis que les écoles secondaires les plus proches sont à Bathurst ou à Dalhousie.

### Autres services publics
La gare de Jacquet River est desservie par VIA Rail.
Le village est desservi par un bureau de poste, le centre de santé de Jacquet River, un poste d'Ambulance Nouveau-Brunswick et une caserne de pompiers. L'hôpital régional Chaleur de Bathurst est l'établissement le plus proche.
La ville possède un poste de la Gendarmerie royale du Canada. Il dépend du district 9, dont le bureau principal est situé à Campbellton.
La collecte des déchets et matières recyclables est effectuée par la Commission de gestion des déchets solides de Restigouche. Le village possède sa propre commission d'urbanisme et n'est donc pas desservi par la Commission d'urbanisme du district de Restigouche; elle fournit ses services aux districts de services locaux de la région Chaleur.
Belledune compte un bureau de poste et des institutions financières mais la population doit se rendre jusqu'à Bathurst ou Campbellton, qui disposent d'un grand nombre de commerces et de services.
Les francophones bénéficient du quotidien L'Acadie nouvelle, publié à Caraquet, ainsi qu'à l'hebdomadaire L'Étoile, de Dieppe. Ils ont aussi accès à l'hebdomadaire L'Aviron, publié à Campbellton. Les anglophones bénéficient des quotidiens Telegraph-Journal, publié à Saint-Jean ainsi que de l'hebdomadaire Campbellton Tribune, de Campbellton.

### Sport et parcs
La plage de Jacquet River est une plage d'eau salée non surveillée avec toilettes, stationnement, terrain de camping et aires de pique-nique. La plage Roherty Point possède quant à elle une aire de pique-nique et de sentiers. Les services de loisirs sont partagés avec Lorne et Chaleur.

## Culture
La plupart des familles sont d'origine acadienne, irlandaise et écossaise.

### Langues
Selon la Loi sur les langues officielles, Belledune est officiellement anglophone puisque moins de 20 % de la population parle le français.

### Personnalités
- Arthur Culligan (1879-1929), agriculteur, bûcheron et homme politique, né à Belledune ;
- John Hendry (1843-1916), homme d'affaires, né à Belledune ;
- John McAlister (1842-1918), avocat, enseignant et homme politique, né à Durham Centre.

### Belledune dans la culture
Melvin Gallant a écrit des usines de Belledune que c'est le « monstre [...] qui met de l'argent dans les poches des Acadiens et du soufre dans leurs poumons ».